# NGC 6839
NGC 6839 é um asterismo na direção da constelação de Sagitta. O objeto foi descoberto pelo astrônomo William Herschel em 1784, usando um telescópio refletor com abertura de 18,6 polegadas.